# 王银香 (1960年)
王银香（1960年—），山东曹县人，汉族，中华人民共和国政治人物、企业家，山东银香伟业集团公司董事长，中国共产党党员，第十一、十二、十三届全国人民代表大会山东地区代表。

## 生平
毕业于山东省委党校农业经济管理专业。2008年，担任第十一届全国人大代表。2013年，担任第十二届全国人大代表。2018年2月24日，当选为第十三届全国人大代表。